# Хайнрих II фон Катценелнбоген
Хайнрих II фон Катценелнбоген (на немски: Heinrich II von Katzenelnbogen; * ок. 1100/1124; † сл. 1160 или 1245) е граф на Катценелнбоген.

## Биография
Той е син на граф Хайнрих I фон Катценелнбоген († пр. 1108) и съпругата му Луитгард фон Хаймбах-Хенгебах († 1156), която по-късно се омъжва за граф Госвин фон Щалек († сл. 1140).
Хайнрих II е брат на Филип фон Катценелнбоген, епископ на Оснабрюк (1141 – 1173), и полубрат на Херман фон Щалек (пфалцграф на Рейн 1142 – 1155).
През 1138 г. Хайнрих II получава графска титла от крал Конрад III.

## Фамилия
Хайнрих II се жени за Хилдегард фон Хенеберг (* ок. 1106, Вюрцбург; † 24 февруари), дъщеря на граф Годеболд II фон Хенеберг, бургграф на Вюрцбург († 1144). Те имат децата:
- Хайнрих III († ок. 1179), граф на Катценелнбоген, граф в Крайхгау, женен
- Бертхолд I (* 1126; † сл. 1170/1179), граф в Крайхгау, женен за Аделхайд фон Лауфен (* 1135), дъщеря на граф Конрад фон Лауфен и Гизелхилд фон Арнщайн
- Дитер фон Катценелнбоген († ок. юни 1191)
- Херман († 9 юни 1203), епископ на Мюнстер (1174 – 1203)
- Кунигунда († сл. 1198), омъжена за граф Хайнрих II фон Диц († 1189)